# 热那亚交替单胞菌
热那亚交替单胞菌（学名：Alteromonas genovensis）是交替单胞菌属的下属物种。此物种是一种革兰氏阴性、需氧、运动性、中度嗜盐、异养、不形成孢子、过氧化氢酶阳性且嗜温的杆状细菌。此物种用单极鞭毛运动。此物种最早从意大利热那亚的海洋电活性生物膜中分离出来。